# Lordomyrma cryptocera
Lordomyrma cryptocera é uma espécie de formiga do gênero Lordomyrma, pertencente à subfamília Myrmicinae.